# Lista de cardeais por precedência

## Cargos do Sacro Colégio de Cardeais
| Papa                      | Cardeal-bispos | Cardeal-bispos | Cardeal-presbíteros | Cardeal-presbíteros | Cardeal-diáconos | Cardeal-diáconos | Total  | Total     | Porcentagem Total | Porcentagem Total |
| Papa                      | Total          | Eleitores      | Total               | Eleitores           | Total            | Eleitores        | Total  | Eleitores | Total             | Eleitores         |
| ------------------------- | -------------- | -------------- | ------------------- | ------------------- | ---------------- | ---------------- | ------ | --------- | ----------------- | ----------------- |
| Papa João Paulo II (JPII) | 5              | 0              | 36                  | 5                   | 0                | 0                | 41     | 5         | 16,53 %           | 3,88 %            |
| Papa Bento XVI (BXVI)     | 4              | 2              | 56                  | 18                  | 0                | 0                | 60     | 20        | 24,6 %            | 15,5 %            |
| Papa Francisco (FRA)      | 3              | 2              | 111                 | 83                  | 33               | 19               | 147    | 104       | 59,04 %           | 80,62 %           |
| Total                     | 12             | 4              | 203                 | 106                 | 33               | 19               | 248    | 129       | 100.0%            | 100.0%            |
| Porcentagem Total         | 4,84 %         | 3,1 %          | 81,85 %             | 82,17 %             | 13,31 %          | 14,73 %          | 100.0% | 100.0%    |                   |                   |

| Chave | Cargo | Nome                               | País                 | Data de Nascimento     | Condição |
| Chave | Cardeal Decano                                                                                             | Giovanni Battista Re               | Itália               | 30 de janeiro de 1934  | Emérito  |
| Chave | Cardeal Vice-Decano                                                                                        | Leonardo Sandri                    | Argentina            | 18 de novembro de 1943 | Emérito  |
| Chave | 1º Cardeal Bispo Eleitor                                                                                   | Pietro Parolin                     | Itália               | 17 de janeiro de 1955  | Eleitor  |
| Chave | Cardeal Camerlengo                                                                                         | Kevin Joseph Farrell               | Estados Unidos       | 2 de setembro de 1947  | Eleitor  |
| Chave | Vice-Camerlengo                                                                                            | Ilson de Jesus Montanari           | Brasil               | 18 de julho de 1959    | -        |
| Chave | 1º Cardeal Eleitor                                                                                         | Vinko Puljic                       | Bósnia e Herzegovina | 8 de setembro de 1945  | Eleitor  |
| Chave | Cardeal Protobispo                                                                                         | Giovanni Battista Re               | Itália               | 30 de janeiro de 1934  | Emérito  |
| Chave | Cardeal Protopresbítero                                                                                    | Michael Michai Kitbunchu           | Tailândia            | 25 de janeiro de 1929  | Emérito  |
| Chave | Cardeal Protodiácono                                                                                       | Dominique Mamberti                 | França               | 7 de março de 1952     | Eleitor  |
| Chave | Secretário                                                                                                 | Arcebispo Ilson de Jesus Montanari | Brasil               | 18 de julho de 1959    | -        |
| Chave | ** Pietro Parolin será o Cardeal Bispo Eleitor chamado para garantir o funcionamento de um futuro conclave |                                    |                      |                        |          |

## Eleitores

### Cardeais bispos
| Nome                     | País      | Data de Nascimento    | Títulos ou Funções                                           | Consistório    | Cardeal-Bispo       | Pontificado |
| ------------------------ | --------- | --------------------- | ------------------------------------------------------------ | -------------- | ------------------- | ----------- |
| Pietro Parolin           | Itália    | 17 de janeiro de 1955 | Secretário de Estado da Santa Sé                             | Fevereiro 2014 | 28 de Junho de 2018 | FRA         |
| Fernando Filoni          | Itália    | 15 de abril de 1946   | Grão-mestre da Ordem Equestre do Santo Sepulcro de Jerusalém | Fevereiro 2012 | 28 de Junho de 2018 | BXVI        |
| Luís Antônio Gokim Tagle | Filipinas | 21 de junho de 1957   | Prefeito da Congregação para a Evangelização dos Povos       | Novembro 2012  | 1 de Maio de 2020   | BXVI        |

| Nome                 | País   | Data de Nascimento | Títulos ou Funções                     | Pontificado | Consistório |
| -------------------- | ------ | ------------------ | -------------------------------------- | ----------- | ----------- |
| Louis Raphaël I Sako | Iraque | 4 de julho de 1948 | Patriarca Caldeu da Babilônia (Caldeu) | Junho 2018  | FRA         |

| Nome                 | País   | Data de Nascimento | Títulos ou Funções                     | Pontificado | Consistório |
| -------------------- | ------ | ------------------ | -------------------------------------- | ----------- | ----------- |
| Louis Raphaël I Sako | Iraque | 4 de julho de 1948 | Patriarca Caldeu da Babilônia (Caldeu) | Junho 2018  | FRA         |

| Nome                                  | País                           | Data de Nascimento      | Títulos ou Funções                                                                            | Consistório    | Pontificado |
| ------------------------------------- | ------------------------------ | ----------------------- | --------------------------------------------------------------------------------------------- | -------------- | ----------- |
| Vinko Puljic                          | Bósnia e Herzegovina           | 8 de setembro de 1945   | Arcebispo-emérito de Vrhbosna (Sarajevo)                                                      | Novembro 1994  | JPII        |
| Peter Turkson                         | Gana                           | 11 de outubro de 1948   | Presidente-emérito do Pontifício Conselho Justiça e Paz                                       | Outubro 2003   | JPII        |
| Josip Bozanić                         | Croácia                        | 20 de março de 1949     | Arcebispo emérito de Zagreb                                                                   | Outubro 2003   | JPII        |
| Philippe Xavier Ignace Barbarin       | França                         | 17 de outubro de 1950   | Arcebispo-emérito de Lyon                                                                     | Outubro 2003   | JPII        |
| Péter Erdő                            | Hungria                        | 25 de junho de 1952     | Arcebispo de Esztergom-Budapeste                                                              | Outubro 2003   | JPII        |
| Antonio Cañizares Llovera             | Espanha                        | 10 de outubro de 1945   | Arcebispo emérito de Valência                                                                 | Outubro 2006   | BXVI        |
| Francisco Robles Ortega               | México                         | 2 de março de 1949      | Arcebispo de Guadalajara                                                                      | Novembro 2007  | BXVI        |
| Daniel DiNardo                        | Estados Unidos                 | 23 de maio de 1949      | Arcebispo emérito de Galveston-Houston                                                        | Novembro 2007  | BXVI        |
| Odilo Scherer                         | Brasil                         | 21 de setembro de 1949  | Arcebispo de São Paulo                                                                        | Novembro 2007  | BXVI        |
| John Njue                             | Quênia                         | 1 de janeiro de 1946    | Arcebispo emérito de Nairobi                                                                  | Novembro 2007  | BXVI        |
| Raymond Leo Burke                     | Estados Unidos                 | 30 de junho de 1948     | Prefeito-emérito do Supremo Tribunal da Assinatura Apostólica                                 | Novembro 2010  | BXVI        |
| Kurt Koch                             | Suíça                          | 15 de março de 1950     | Presidente do Pontifício Conselho para a Promoção da Unidade dos Cristãos                     | Novembro 2010  | BXVI        |
| Kazimierz Nycz                        | Polónia                        | 1 de fevereiro de 1950  | Arcebispo emérito de Varsóvia                                                                 | Novembro 2010  | BXVI        |
| Malcolm Ranjith                       | Sri Lanka                      | 15 de novembro de 1947  | Arcebispo de Colombo                                                                          | Novembro 2010  | BXVI        |
| Reinhard Marx                         | Alemanha                       | 21 de setembro de 1953  | Arcebispo de Munique e Frisinga                                                               | Novembro 2010  | BXVI        |
| João Braz de Aviz                     | Brasil                         | 24 de abril de 1947     | Prefeito da Congregação para os Institutos de Vida Consagrada e Sociedades de Vida Apostólica | Fevereiro 2012 | BXVI        |
| Thomas Christopher Collins            | Canadá                         | 16 de janeiro de 1947   | Arcebispo emérito de Toronto                                                                  | Fevereiro 2012 | BXVI        |
| Willem Jacobus Eijk                   | Países Baixos                  | 22 de junho de 1953     | Arcebispo de Utrecht                                                                          | Fevereiro 2012 | BXVI        |
| Giuseppe Betori                       | Itália                         | 25 de fevereiro de 1947 | Arcebispo emérito de Florença                                                                 | Fevereiro 2012 | BXVI        |
| Timothy Michael Dolan                 | Estados Unidos                 | 6 de fevereiro de 1950  | Arcebispo de Nova Iorque                                                                      | Fevereiro 2012 | BXVI        |
| Rainer Maria Woelki                   | Alemanha                       | 18 de agosto de 1956    | Arcebispo de Berlim                                                                           | Fevereiro 2012 | BXVI        |
| James Michael Harvey                  | Estados Unidos                 | 20 de outubro de 1949   | Arcipreste da Basílica de São Paulo Extramuros                                                | Novembro 2012  | BXVI        |
| Baselios Cleemis Thottunkal           | Índia                          | 15 de junho de 1959     | Arcebispo Maior de Trivandrum (Siro-Malancar)                                                 | Novembro 2012  | BXVI        |
| Gerhard Ludwig Müller                 | Alemanha                       | 31 de dezembro de 1947  | Prefeito-emérito da Congregação para a Doutrina da Fé                                         | Fevereiro 2014 | FRA         |
| Vincent Nichols                       | Reino Unido                    | 8 de novembro de 1945   | Arcebispo de Westminster                                                                      | Fevereiro 2014 | FRA         |
| Leopoldo José Brenes Solórzano        | Nicarágua                      | 7 de março de 1949      | Arcebispo de Manágua                                                                          | Fevereiro 2014 | FRA         |
| Gérald Cyprien Lacroix, I.S.P.X.      | Canadá                         | 27 de julho de 1957     | Arcebispo de Quebec                                                                           | Fevereiro 2014 | FRA         |
| Jean-Pierre Kutwa                     | Costa do Marfim                | 22 de dezembro de 1945  | Arcebispo emérito de Abidjan                                                                  | Fevereiro 2014 | FRA         |
| Orani João Tempesta, O.Cist.          | Brasil                         | 23 de junho de 1950     | Arcebispo do Rio de Janeiro                                                                   | Fevereiro 2014 | FRA         |
| Mario Aurelio Poli                    | Argentina                      | 29 de novembro de 1947  | Arcebispo emérito de Buenos Aires                                                             | Fevereiro 2014 | FRA         |
| Philippe Ouédraogo                    | Burquina Fasso                 | 31 de dezembro de 1945  | Arcebispo emérito de Ouagadougou                                                              | Fevereiro 2014 | FRA         |
| Chibly Langlois                       | Haiti                          | 29 de novembro de 1958  | Bispo de Les Cayes                                                                            | Fevereiro 2014 | FRA         |
| Manuel Clemente                       | Portugal                       | 16 de julho de 1948     | Patriarca emérito de Lisboa                                                                   | Fevereiro 2015 | FRA         |
| Berhaneyesus Souraphiel, C.M.         | Etiópia                        | 14 de julho de 1948     | Arcebispo de Adis Abeba                                                                       | Fevereiro 2015 | FRA         |
| John Atcherley Dew                    | Nova Zelândia                  | 5 de maio de 1948       | Arcebispo emérito de Wellington                                                               | Fevereiro 2015 | FRA         |
| Charles Maung Bo                      | Myanmar                        | 29 de outubro de 1948   | Arcebispo de Yangon                                                                           | Fevereiro 2015 | FRA         |
| Francis Xavier Kriengsak Kovithavanij | Tailândia                      | 27 de junho de 1949     | Arcebispo emérito de Bangkok                                                                  | Fevereiro 2015 | FRA         |
| Francesco Montenegro                  | Itália                         | 22 de maio de 1946      | Arcebispo-emérito de Agrigento                                                                | Fevereiro 2015 | FRA         |
| Daniel Sturla Berhouet, S.D.B.        | Uruguai                        | 4 de julho de 1959      | Arcebispo de Montevidéu                                                                       | Fevereiro 2015 | FRA         |
| Arlindo Gomes Furtado                 | Cabo Verde                     | 15 de novembro de 1949  | Bispo de Santiago de Cabo Verde                                                               | Fevereiro 2015 | FRA         |
| Soane Patita Paini Mafi               | Tonga                          | 19 de dezembro de 1961  | Bispo de Tonga                                                                                | Fevereiro 2015 | FRA         |
| Dieudonné Nzapalainga, C.S.Sp.        | República Centro-Africana      | 14 de março de 1961     | Arcebispo de Bangui                                                                           | Novembro 2016  | FRA         |
| Sérgio da Rocha                       | Brasil                         | 21 de outubro de 1959   | Arcebispo de Salvador e Primaz do Brasil                                                      | Novembro 2016  | FRA         |
| Blase Joseph Cupich                   | Estados Unidos                 | 19 de março de 1949     | Arcebispo de Chicago                                                                          | Novembro 2016  | FRA         |
| Jozef De Kesel                        | Bélgica                        | 17 de junho de 1947     | Arcebispo emérito de Malinas-Bruxelas                                                         | Novembro 2016  | FRA         |
| Carlos Aguiar Retes                   | México                         | 9 de janeiro de 1950    | Arcebispo de Cidade do México                                                                 | Novembro 2016  | FRA         |
| John Ribat, M.S.C.                    | Papua-Nova Guiné               | 9 de fevereiro de 1957  | Arcebispo de Port Moresby                                                                     | Novembro 2016  | FRA         |
| Joseph William Tobin, C.Ss.R.         | Estados Unidos                 | 3 de maio de 1952       | Arcebispo de Newark                                                                           | Novembro 2016  | FRA         |
| Juan José Omella Omella               | Espanha                        | 21 de abril de 1946     | Arcebispo de Barcelona                                                                        | Junho 2017     | FRA         |
| Anders Arborelius, O.C.D.             | Suécia                         | 24 de setembro de 1949  | Bispo de Estocolmo                                                                            | Junho 2017     | FRA         |
| Angelo De Donatis                     | Itália                         | 4 de janeiro de 1954    | Penitenciário-mor do Supremo Tribunal da Penitenciária Apostólica                             | Junho 2018     | FRA         |
| António Augusto dos Santos Marto      | Portugal                       | 5 de maio de 1947       | Bispo-emérito de Leiria-Fátima                                                                | Junho 2018     | FRA         |
| Désiré Tsarahazana                    | Madagáscar                     | 13 de junho de 1954     | Arcebispo de Toamasina                                                                        | Junho 2018     | FRA         |
| Giuseppe Petrocchi                    | Itália                         | 19 de agosto de 1949    | Arcebispo emérito de L’Aquila                                                                 | Junho 2018     | FRA         |
| Thomas Aquino Manyo Maeda             | Japão                          | 3 de março de 1949      | Arcebispo de Osaka                                                                            | Junho 2018     | FRA         |
| Ignatius Suharyo Hardjoatmodjo        | Indonésia                      | 9 de julho de 1950      | Arcebispo de Jacarta Ordinário Militar da Indonésia                                           | Outubro 2019   | FRA         |
| Juan García Rodríguez                 | Cuba                           | 11 de julho de 1948     | Arcebispo de Havana                                                                           | Outubro 2019   | FRA         |
| Fridolin Ambongo Besungu, O.F.M.Cap.  | República Democrática do Congo | 24 de janeiro de 1960   | Arcebispo de Kinshasa                                                                         | Outubro 2019   | FRA         |
| Jean-Claude Höllerich, S.J.           | Luxemburgo                     | 9 de agosto de 1958     | Arcebispo de Luxemburgo                                                                       | Outubro 2019   | FRA         |
| Alvaro Leonel Ramazzini Imeri         | Guatemala                      | 16 de julho de 1947     | Bispo de Huehuetenamgo                                                                        | Outubro 2019   | FRA         |
| Matteo Maria Zuppi                    | Itália                         | 11 de outubro de 1955   | Arcebispo de Bolonha                                                                          | Outubro 2019   | FRA         |
| Cristóbal López Romero, S.D.B.        | Espanha                        | 19 de maio de 1952      | Arcebispo de Rabat                                                                            | Outubro 2019   | FRA         |
| Antoine Kambanda                      | Ruanda                         | 10 de novembro de 1958  | Arcebispo de Kigali                                                                           | Novembro 2020  | FRA         |
| Wilton Daniel Gregory                 | Estados Unidos                 | 7 de dezembro de 1947   | Arcebispo emérito de Washington                                                               | Novembro 2020  | FRA         |
| Jose Fuerte Advincula                 | Filipinas                      | 30 de março de 1952     | Arcebispo de Manila                                                                           | Novembro 2020  | FRA         |
| Augusto Paolo Lojudice                | Itália                         | 1 de julho de 1964      | Arcebispo de Siena-Colle Val d'Elsa-Montalcino                                                | Novembro 2020  | FRA         |
| Jean-Marc Noël Aveline                | França                         | 26 de dezembro de 1958  | Arcebispo de Marselha                                                                         | Agosto 2022    | FRA         |
| Peter Ebere Okpaleke                  | Nigéria                        | 1 de março de 1963      | Bispo de Ekwulobia                                                                            | Agosto 2022    | FRA         |
| Leonardo Ulrich Steiner, O.F.M        | Brasil                         | 6 de novembro de 1950   | Arcebispo de Manaus                                                                           | Agosto 2022    | FRA         |
| Filipe Neri do Rosário Ferrão         | Índia                          | 20 de janeiro de 1953   | Arcebispo de Goa e Damão                                                                      | Agosto 2022    | FRA         |
| Robert Walter McElroy                 | Estados Unidos                 | 5 de fevereiro de 1954  | Arcebispo de Washington                                                                       | Agosto 2022    | FRA         |
| Virgílio do Carmo da Silva, S.D.B     | Timor-Leste                    | 27 de novembro de 1967  | Arcebispo de Díli                                                                             | Agosto 2022    | FRA         |
| Oscar Cantoni                         | Itália                         | 1 de setembro de 1950   | Bispo de Como                                                                                 | Agosto 2022    | FRA         |
| Anthony Poola                         | Índia                          | 15 de novembro de 1961  | Arcebispo de Hyderabad                                                                        | Agosto 2022    | FRA         |
| Paulo Cezar Costa                     | Brasil                         | 20 de julho de 1967     | Arcebispo de Brasília                                                                         | Agosto 2022    | FRA         |
| William Goh Seng Chye                 | Singapura                      | 25 de junho de 1957     | Arcebispo de Singapura                                                                        | Agosto 2022    | FRA         |
| Adalberto Martínez Flores             | Paraguai                       | 8 de julho de 1951      | Arcebispo de Assunção                                                                         | Agosto 2022    | FRA         |
| Giorgio Marengo, I.M.C                | Mongólia                       | 7 de junho de 1974      | Prefeito Apostólico de Ulaanbaatar                                                            | Agosto 2022    | FRA         |
| Pierbattista Pizzaballa, O.F.M.       | Israel                         | 21 de abril de 1965     | Patriarca Latino de Jerusalém                                                                 | Setembro 2023  | FRA         |
| Stephen Brislin                       | África do Sul                  | 24 de setembro de 1956  | Arcebispo da Joanesburgo                                                                      | Setembro 2023  | FRA         |
| Ángel Sixto Rossi, S.J.               | Argentina                      | 11 de agosto de 1958    | Arcebispo de Córdoba                                                                          | Setembro 2023  | FRA         |
| Luis José Rueda Aparicio              | Equador                        | 3 de março de 1962      | Arcebispo de Bogotá                                                                           | Setembro 2023  | FRA         |
| Grzegorz Ryś                          | Polónia                        | 9 de fevereiro de 1964  | Arcebispo de Łódź                                                                             | Setembro 2023  | FRA         |
| Stephen Ameyu Martin Mulla            | Sudão                          | 10 de janeiro de 1964   | Arcebispo de Juba                                                                             | Setembro 2023  | FRA         |
| José Cobo Cano                        | Espanha                        | 20 de setembro de 1965  | Arcebispo de Madri                                                                            | Setembro 2023  | FRA         |
| Protase Rugambwa                      | Tanzânia                       | 31 de maio de 1960      | Arcebispo de Tabora                                                                           | Setembro 2023  | FRA         |
| Sebastian Francis                     | Malásia                        | 11 de novembro de 1951  | Bispo de Penang                                                                               | Setembro 2023  | FRA         |
| Stephen Chow Sau-yan, S.J.            | Hong Kong                      | 7 de agosto de 1959     | Bispo de Hong Kong                                                                            | Setembro 2023  | FRA         |
| François-Xavier Bustillo, O.F.M.Conv. | França                         | 23 de novembro de 1968  | Bispo de Ajaccio                                                                              | Setembro 2023  | FRA         |
| Américo Aguiar                        | Portugal                       | 12 de dezembro de 1973  | Bispo de Setúbal                                                                              | Setembro 2023  | FRA         |
| Carlos Gustavo Castillo Mattasoglio   | Peru                           | 28 de fevereiro de 1950 | Arcebispo de Lima                                                                             | Dezembro 2024  | FRA         |
| Vicente Bokalic Iglic, C.M.           | Argentina                      | 11 de junho de 1952     | Arcebispo de Santiago del Estero                                                              | Dezembro 2024  | FRA         |
| Luis Gerardo Cabrera Herrera, O.F.M.  | Equador                        | 11 de outubro de 1955   | Arcebispo de Guayaquil                                                                        | Dezembro 2024  | FRA         |
| Fernando Natalio Chomalí Garib        | Chile                          | 10 de março de 1957     | Arcebispo de Santiago do Chile                                                                | Dezembro 2024  | FRA         |
| Tarcisius Isao Kikuchi, S.V.D.        | Japão                          | 1 de novembro de 1958   | Arcebispo de Tóquio                                                                           | Dezembro 2024  | FRA         |
| Pablo Virgilio Siongco David          | Filipinas                      | 2 de março de 1959      | Bispo de Kalookan                                                                             | Dezembro 2024  | FRA         |
| László Német, S.V.D.                  | Sérvia                         | 7 de setembro de 1956   | Arcebispo de Belgrado                                                                         | Dezembro 2024  | FRA         |
| Jaime Spengler, O.F.M.                | Brasil                         | 6 de setembro de 1960   | Arcebispo de Porto Alegre                                                                     | Dezembro 2024  | FRA         |
| Ignace Bessi Dogbo                    | Costa do Marfim                | 17 de agosto de 1961    | Arcebispo de Abidjan                                                                          | Dezembro 2024  | FRA         |
| Jean-Paul Vesco, O.P.                 | Argélia                        | 10 de março de 1962     | Arcebispo de Argel                                                                            | Dezembro 2024  | FRA         |
| Dominique Joseph Mathieu, O.F.M.Conv. | Irão                           | 13 de junho de 1963     | Arcebispo de Teerã-Isfahan                                                                    | Dezembro 2024  | FRA         |
| Roberto Repole                        | Itália                         | 28 de janeiro de 1967   | Arcebispo de Turim                                                                            | Dezembro 2024  | FRA         |
| Baldassare Reina                      | Itália                         | 26 de novembro de 1970  | Vigário Geral de Sua Santidade para a Diocese de Roma                                         | Dezembro 2024  | FRA         |
| Frank Leo                             | Canadá                         | 30 de junho de 1971     | Arcebispo de Toronto                                                                          | Dezembro 2024  | FRA         |
| Mykola Bychok, C.Ss.R.                | Ucrânia                        | 13 de fevereiro de 1980 | Bispo dos Santos Pedro e Paulo de Melbourne (Ucraniano)                                       | Dezembro 2024  | FRA         |
| Domenico Battaglia                    | Itália                         | 20 de janeiro de 1963   | Arcebispo de Nápoles                                                                          | Dezembro 2024  | FRA         |

| Nome                                  | País                           | Data de Nascimento      | Títulos ou Funções                                                                            | Consistório    | Pontificado |
| ------------------------------------- | ------------------------------ | ----------------------- | --------------------------------------------------------------------------------------------- | -------------- | ----------- |
| Vinko Puljic                          | Bósnia e Herzegovina           | 8 de setembro de 1945   | Arcebispo-emérito de Vrhbosna (Sarajevo)                                                      | Novembro 1994  | JPII        |
| Peter Turkson                         | Gana                           | 11 de outubro de 1948   | Presidente-emérito do Pontifício Conselho Justiça e Paz                                       | Outubro 2003   | JPII        |
| Josip Bozanić                         | Croácia                        | 20 de março de 1949     | Arcebispo emérito de Zagreb                                                                   | Outubro 2003   | JPII        |
| Philippe Xavier Ignace Barbarin       | França                         | 17 de outubro de 1950   | Arcebispo-emérito de Lyon                                                                     | Outubro 2003   | JPII        |
| Péter Erdő                            | Hungria                        | 25 de junho de 1952     | Arcebispo de Esztergom-Budapeste                                                              | Outubro 2003   | JPII        |
| Antonio Cañizares Llovera             | Espanha                        | 10 de outubro de 1945   | Arcebispo emérito de Valência                                                                 | Outubro 2006   | BXVI        |
| Francisco Robles Ortega               | México                         | 2 de março de 1949      | Arcebispo de Guadalajara                                                                      | Novembro 2007  | BXVI        |
| Daniel DiNardo                        | Estados Unidos                 | 23 de maio de 1949      | Arcebispo emérito de Galveston-Houston                                                        | Novembro 2007  | BXVI        |
| Odilo Scherer                         | Brasil                         | 21 de setembro de 1949  | Arcebispo de São Paulo                                                                        | Novembro 2007  | BXVI        |
| John Njue                             | Quênia                         | 1 de janeiro de 1946    | Arcebispo emérito de Nairobi                                                                  | Novembro 2007  | BXVI        |
| Raymond Leo Burke                     | Estados Unidos                 | 30 de junho de 1948     | Prefeito-emérito do Supremo Tribunal da Assinatura Apostólica                                 | Novembro 2010  | BXVI        |
| Kurt Koch                             | Suíça                          | 15 de março de 1950     | Presidente do Pontifício Conselho para a Promoção da Unidade dos Cristãos                     | Novembro 2010  | BXVI        |
| Kazimierz Nycz                        | Polónia                        | 1 de fevereiro de 1950  | Arcebispo emérito de Varsóvia                                                                 | Novembro 2010  | BXVI        |
| Malcolm Ranjith                       | Sri Lanka                      | 15 de novembro de 1947  | Arcebispo de Colombo                                                                          | Novembro 2010  | BXVI        |
| Reinhard Marx                         | Alemanha                       | 21 de setembro de 1953  | Arcebispo de Munique e Frisinga                                                               | Novembro 2010  | BXVI        |
| João Braz de Aviz                     | Brasil                         | 24 de abril de 1947     | Prefeito da Congregação para os Institutos de Vida Consagrada e Sociedades de Vida Apostólica | Fevereiro 2012 | BXVI        |
| Thomas Christopher Collins            | Canadá                         | 16 de janeiro de 1947   | Arcebispo emérito de Toronto                                                                  | Fevereiro 2012 | BXVI        |
| Willem Jacobus Eijk                   | Países Baixos                  | 22 de junho de 1953     | Arcebispo de Utrecht                                                                          | Fevereiro 2012 | BXVI        |
| Giuseppe Betori                       | Itália                         | 25 de fevereiro de 1947 | Arcebispo emérito de Florença                                                                 | Fevereiro 2012 | BXVI        |
| Timothy Michael Dolan                 | Estados Unidos                 | 6 de fevereiro de 1950  | Arcebispo de Nova Iorque                                                                      | Fevereiro 2012 | BXVI        |
| Rainer Maria Woelki                   | Alemanha                       | 18 de agosto de 1956    | Arcebispo de Berlim                                                                           | Fevereiro 2012 | BXVI        |
| James Michael Harvey                  | Estados Unidos                 | 20 de outubro de 1949   | Arcipreste da Basílica de São Paulo Extramuros                                                | Novembro 2012  | BXVI        |
| Baselios Cleemis Thottunkal           | Índia                          | 15 de junho de 1959     | Arcebispo Maior de Trivandrum (Siro-Malancar)                                                 | Novembro 2012  | BXVI        |
| Gerhard Ludwig Müller                 | Alemanha                       | 31 de dezembro de 1947  | Prefeito-emérito da Congregação para a Doutrina da Fé                                         | Fevereiro 2014 | FRA         |
| Vincent Nichols                       | Reino Unido                    | 8 de novembro de 1945   | Arcebispo de Westminster                                                                      | Fevereiro 2014 | FRA         |
| Leopoldo José Brenes Solórzano        | Nicarágua                      | 7 de março de 1949      | Arcebispo de Manágua                                                                          | Fevereiro 2014 | FRA         |
| Gérald Cyprien Lacroix, I.S.P.X.      | Canadá                         | 27 de julho de 1957     | Arcebispo de Quebec                                                                           | Fevereiro 2014 | FRA         |
| Jean-Pierre Kutwa                     | Costa do Marfim                | 22 de dezembro de 1945  | Arcebispo emérito de Abidjan                                                                  | Fevereiro 2014 | FRA         |
| Orani João Tempesta, O.Cist.          | Brasil                         | 23 de junho de 1950     | Arcebispo do Rio de Janeiro                                                                   | Fevereiro 2014 | FRA         |
| Mario Aurelio Poli                    | Argentina                      | 29 de novembro de 1947  | Arcebispo emérito de Buenos Aires                                                             | Fevereiro 2014 | FRA         |
| Philippe Ouédraogo                    | Burquina Fasso                 | 31 de dezembro de 1945  | Arcebispo emérito de Ouagadougou                                                              | Fevereiro 2014 | FRA         |
| Chibly Langlois                       | Haiti                          | 29 de novembro de 1958  | Bispo de Les Cayes                                                                            | Fevereiro 2014 | FRA         |
| Manuel Clemente                       | Portugal                       | 16 de julho de 1948     | Patriarca emérito de Lisboa                                                                   | Fevereiro 2015 | FRA         |
| Berhaneyesus Souraphiel, C.M.         | Etiópia                        | 14 de julho de 1948     | Arcebispo de Adis Abeba                                                                       | Fevereiro 2015 | FRA         |
| John Atcherley Dew                    | Nova Zelândia                  | 5 de maio de 1948       | Arcebispo emérito de Wellington                                                               | Fevereiro 2015 | FRA         |
| Charles Maung Bo                      | Myanmar                        | 29 de outubro de 1948   | Arcebispo de Yangon                                                                           | Fevereiro 2015 | FRA         |
| Francis Xavier Kriengsak Kovithavanij | Tailândia                      | 27 de junho de 1949     | Arcebispo emérito de Bangkok                                                                  | Fevereiro 2015 | FRA         |
| Francesco Montenegro                  | Itália                         | 22 de maio de 1946      | Arcebispo-emérito de Agrigento                                                                | Fevereiro 2015 | FRA         |
| Daniel Sturla Berhouet, S.D.B.        | Uruguai                        | 4 de julho de 1959      | Arcebispo de Montevidéu                                                                       | Fevereiro 2015 | FRA         |
| Arlindo Gomes Furtado                 | Cabo Verde                     | 15 de novembro de 1949  | Bispo de Santiago de Cabo Verde                                                               | Fevereiro 2015 | FRA         |
| Soane Patita Paini Mafi               | Tonga                          | 19 de dezembro de 1961  | Bispo de Tonga                                                                                | Fevereiro 2015 | FRA         |
| Dieudonné Nzapalainga, C.S.Sp.        | República Centro-Africana      | 14 de março de 1961     | Arcebispo de Bangui                                                                           | Novembro 2016  | FRA         |
| Sérgio da Rocha                       | Brasil                         | 21 de outubro de 1959   | Arcebispo de Salvador e Primaz do Brasil                                                      | Novembro 2016  | FRA         |
| Blase Joseph Cupich                   | Estados Unidos                 | 19 de março de 1949     | Arcebispo de Chicago                                                                          | Novembro 2016  | FRA         |
| Jozef De Kesel                        | Bélgica                        | 17 de junho de 1947     | Arcebispo emérito de Malinas-Bruxelas                                                         | Novembro 2016  | FRA         |
| Carlos Aguiar Retes                   | México                         | 9 de janeiro de 1950    | Arcebispo de Cidade do México                                                                 | Novembro 2016  | FRA         |
| John Ribat, M.S.C.                    | Papua-Nova Guiné               | 9 de fevereiro de 1957  | Arcebispo de Port Moresby                                                                     | Novembro 2016  | FRA         |
| Joseph William Tobin, C.Ss.R.         | Estados Unidos                 | 3 de maio de 1952       | Arcebispo de Newark                                                                           | Novembro 2016  | FRA         |
| Juan José Omella Omella               | Espanha                        | 21 de abril de 1946     | Arcebispo de Barcelona                                                                        | Junho 2017     | FRA         |
| Anders Arborelius, O.C.D.             | Suécia                         | 24 de setembro de 1949  | Bispo de Estocolmo                                                                            | Junho 2017     | FRA         |
| Angelo De Donatis                     | Itália                         | 4 de janeiro de 1954    | Penitenciário-mor do Supremo Tribunal da Penitenciária Apostólica                             | Junho 2018     | FRA         |
| António Augusto dos Santos Marto      | Portugal                       | 5 de maio de 1947       | Bispo-emérito de Leiria-Fátima                                                                | Junho 2018     | FRA         |
| Désiré Tsarahazana                    | Madagáscar                     | 13 de junho de 1954     | Arcebispo de Toamasina                                                                        | Junho 2018     | FRA         |
| Giuseppe Petrocchi                    | Itália                         | 19 de agosto de 1949    | Arcebispo emérito de L’Aquila                                                                 | Junho 2018     | FRA         |
| Thomas Aquino Manyo Maeda             | Japão                          | 3 de março de 1949      | Arcebispo de Osaka                                                                            | Junho 2018     | FRA         |
| Ignatius Suharyo Hardjoatmodjo        | Indonésia                      | 9 de julho de 1950      | Arcebispo de Jacarta Ordinário Militar da Indonésia                                           | Outubro 2019   | FRA         |
| Juan García Rodríguez                 | Cuba                           | 11 de julho de 1948     | Arcebispo de Havana                                                                           | Outubro 2019   | FRA         |
| Fridolin Ambongo Besungu, O.F.M.Cap.  | República Democrática do Congo | 24 de janeiro de 1960   | Arcebispo de Kinshasa                                                                         | Outubro 2019   | FRA         |
| Jean-Claude Höllerich, S.J.           | Luxemburgo                     | 9 de agosto de 1958     | Arcebispo de Luxemburgo                                                                       | Outubro 2019   | FRA         |
| Alvaro Leonel Ramazzini Imeri         | Guatemala                      | 16 de julho de 1947     | Bispo de Huehuetenamgo                                                                        | Outubro 2019   | FRA         |
| Matteo Maria Zuppi                    | Itália                         | 11 de outubro de 1955   | Arcebispo de Bolonha                                                                          | Outubro 2019   | FRA         |
| Cristóbal López Romero, S.D.B.        | Espanha                        | 19 de maio de 1952      | Arcebispo de Rabat                                                                            | Outubro 2019   | FRA         |
| Antoine Kambanda                      | Ruanda                         | 10 de novembro de 1958  | Arcebispo de Kigali                                                                           | Novembro 2020  | FRA         |
| Wilton Daniel Gregory                 | Estados Unidos                 | 7 de dezembro de 1947   | Arcebispo emérito de Washington                                                               | Novembro 2020  | FRA         |
| Jose Fuerte Advincula                 | Filipinas                      | 30 de março de 1952     | Arcebispo de Manila                                                                           | Novembro 2020  | FRA         |
| Augusto Paolo Lojudice                | Itália                         | 1 de julho de 1964      | Arcebispo de Siena-Colle Val d'Elsa-Montalcino                                                | Novembro 2020  | FRA         |
| Jean-Marc Noël Aveline                | França                         | 26 de dezembro de 1958  | Arcebispo de Marselha                                                                         | Agosto 2022    | FRA         |
| Peter Ebere Okpaleke                  | Nigéria                        | 1 de março de 1963      | Bispo de Ekwulobia                                                                            | Agosto 2022    | FRA         |
| Leonardo Ulrich Steiner, O.F.M        | Brasil                         | 6 de novembro de 1950   | Arcebispo de Manaus                                                                           | Agosto 2022    | FRA         |
| Filipe Neri do Rosário Ferrão         | Índia                          | 20 de janeiro de 1953   | Arcebispo de Goa e Damão                                                                      | Agosto 2022    | FRA         |
| Robert Walter McElroy                 | Estados Unidos                 | 5 de fevereiro de 1954  | Arcebispo de Washington                                                                       | Agosto 2022    | FRA         |
| Virgílio do Carmo da Silva, S.D.B     | Timor-Leste                    | 27 de novembro de 1967  | Arcebispo de Díli                                                                             | Agosto 2022    | FRA         |
| Oscar Cantoni                         | Itália                         | 1 de setembro de 1950   | Bispo de Como                                                                                 | Agosto 2022    | FRA         |
| Anthony Poola                         | Índia                          | 15 de novembro de 1961  | Arcebispo de Hyderabad                                                                        | Agosto 2022    | FRA         |
| Paulo Cezar Costa                     | Brasil                         | 20 de julho de 1967     | Arcebispo de Brasília                                                                         | Agosto 2022    | FRA         |
| William Goh Seng Chye                 | Singapura                      | 25 de junho de 1957     | Arcebispo de Singapura                                                                        | Agosto 2022    | FRA         |
| Adalberto Martínez Flores             | Paraguai                       | 8 de julho de 1951      | Arcebispo de Assunção                                                                         | Agosto 2022    | FRA         |
| Giorgio Marengo, I.M.C                | Mongólia                       | 7 de junho de 1974      | Prefeito Apostólico de Ulaanbaatar                                                            | Agosto 2022    | FRA         |
| Pierbattista Pizzaballa, O.F.M.       | Israel                         | 21 de abril de 1965     | Patriarca Latino de Jerusalém                                                                 | Setembro 2023  | FRA         |
| Stephen Brislin                       | África do Sul                  | 24 de setembro de 1956  | Arcebispo da Joanesburgo                                                                      | Setembro 2023  | FRA         |
| Ángel Sixto Rossi, S.J.               | Argentina                      | 11 de agosto de 1958    | Arcebispo de Córdoba                                                                          | Setembro 2023  | FRA         |
| Luis José Rueda Aparicio              | Equador                        | 3 de março de 1962      | Arcebispo de Bogotá                                                                           | Setembro 2023  | FRA         |
| Grzegorz Ryś                          | Polónia                        | 9 de fevereiro de 1964  | Arcebispo de Łódź                                                                             | Setembro 2023  | FRA         |
| Stephen Ameyu Martin Mulla            | Sudão                          | 10 de janeiro de 1964   | Arcebispo de Juba                                                                             | Setembro 2023  | FRA         |
| José Cobo Cano                        | Espanha                        | 20 de setembro de 1965  | Arcebispo de Madri                                                                            | Setembro 2023  | FRA         |
| Protase Rugambwa                      | Tanzânia                       | 31 de maio de 1960      | Arcebispo de Tabora                                                                           | Setembro 2023  | FRA         |
| Sebastian Francis                     | Malásia                        | 11 de novembro de 1951  | Bispo de Penang                                                                               | Setembro 2023  | FRA         |
| Stephen Chow Sau-yan, S.J.            | Hong Kong                      | 7 de agosto de 1959     | Bispo de Hong Kong                                                                            | Setembro 2023  | FRA         |
| François-Xavier Bustillo, O.F.M.Conv. | França                         | 23 de novembro de 1968  | Bispo de Ajaccio                                                                              | Setembro 2023  | FRA         |
| Américo Aguiar                        | Portugal                       | 12 de dezembro de 1973  | Bispo de Setúbal                                                                              | Setembro 2023  | FRA         |
| Carlos Gustavo Castillo Mattasoglio   | Peru                           | 28 de fevereiro de 1950 | Arcebispo de Lima                                                                             | Dezembro 2024  | FRA         |
| Vicente Bokalic Iglic, C.M.           | Argentina                      | 11 de junho de 1952     | Arcebispo de Santiago del Estero                                                              | Dezembro 2024  | FRA         |
| Luis Gerardo Cabrera Herrera, O.F.M.  | Equador                        | 11 de outubro de 1955   | Arcebispo de Guayaquil                                                                        | Dezembro 2024  | FRA         |
| Fernando Natalio Chomalí Garib        | Chile                          | 10 de março de 1957     | Arcebispo de Santiago do Chile                                                                | Dezembro 2024  | FRA         |
| Tarcisius Isao Kikuchi, S.V.D.        | Japão                          | 1 de novembro de 1958   | Arcebispo de Tóquio                                                                           | Dezembro 2024  | FRA         |
| Pablo Virgilio Siongco David          | Filipinas                      | 2 de março de 1959      | Bispo de Kalookan                                                                             | Dezembro 2024  | FRA         |
| László Német, S.V.D.                  | Sérvia                         | 7 de setembro de 1956   | Arcebispo de Belgrado                                                                         | Dezembro 2024  | FRA         |
| Jaime Spengler, O.F.M.                | Brasil                         | 6 de setembro de 1960   | Arcebispo de Porto Alegre                                                                     | Dezembro 2024  | FRA         |
| Ignace Bessi Dogbo                    | Costa do Marfim                | 17 de agosto de 1961    | Arcebispo de Abidjan                                                                          | Dezembro 2024  | FRA         |
| Jean-Paul Vesco, O.P.                 | Argélia                        | 10 de março de 1962     | Arcebispo de Argel                                                                            | Dezembro 2024  | FRA         |
| Dominique Joseph Mathieu, O.F.M.Conv. | Irão                           | 13 de junho de 1963     | Arcebispo de Teerã-Isfahan                                                                    | Dezembro 2024  | FRA         |
| Roberto Repole                        | Itália                         | 28 de janeiro de 1967   | Arcebispo de Turim                                                                            | Dezembro 2024  | FRA         |
| Baldassare Reina                      | Itália                         | 26 de novembro de 1970  | Vigário Geral de Sua Santidade para a Diocese de Roma                                         | Dezembro 2024  | FRA         |
| Frank Leo                             | Canadá                         | 30 de junho de 1971     | Arcebispo de Toronto                                                                          | Dezembro 2024  | FRA         |
| Mykola Bychok, C.Ss.R.                | Ucrânia                        | 13 de fevereiro de 1980 | Bispo dos Santos Pedro e Paulo de Melbourne (Ucraniano)                                       | Dezembro 2024  | FRA         |
| Domenico Battaglia                    | Itália                         | 20 de janeiro de 1963   | Arcebispo de Nápoles                                                                          | Dezembro 2024  | FRA         |

| Nome                          | País           | Data de Nascimento      | Títulos ou Funções | Consistório    | Pontificado |
| ----------------------------- | -------------- | ----------------------- | --- | -------------- | ----------- |
| Dominique Mamberti            | França         | 7 de março de 1952      | Prefeito da Supremo Tribunal da Assinatura Apostólica                                                                                                 | Fevereiro 2015 | FRA         |
| Mario Zenari                  | Itália         | 5 de janeiro de 1946    | Núncio Apostólico na Siria | Novembro 2016  | FRA         |
| Kevin Joseph Farrell          | Estados Unidos | 2 de setembro de 1947   | Cardeal Camerlengo da Santa Igreja Romana Prefeito do Dicastério para os Leigos, a Família e a Vida                                                   | Novembro 2016  | FRA         |
| Konrad Krajewski              | Polónia        | 25 de novembro de 1963  | Esmolaria Apostólica | Junho 2018     | FRA         |
| José Tolentino Mendonça       | Portugal       | 15 de dezembro de 1965  | Prefeito do Dicastério para a Cultura e a Educação | Outubro 2019   | FRA         |
| Michael Czerny, S.J.          | Canadá         | 18 de julho de 1946     | Secretario de Dicastério para o Serviço do Desenvolvimento Humano Integral                                                                            | Outubro 2019   | FRA         |
| Mario Grech                   | Malta          | 20 de fevereiro de 1957 | Secretário Geral do Sínodo dos Bispos | Novembro 2020  | FRA         |
| Marcello Semeraro             | Itália         | 22 de dezembro de 1947  | Prefeito da Congregação para a Causa dos Santos | Novembro 2020  | FRA         |
| Mauro Gambetti, O.F.M.Conv.   | Itália         | 27 de outubro de 1965   | Vigário-geral de Sua Santidade para o Estado da Cidade do Vaticano Presidente da Fábrica de São Pedro Arcipreste da Basílica de São Pedro no Vaticano | Novembro 2020  | FRA         |
| Arthur Roche                  | Inglaterra     | 6 de março de 1950      | Prefeito da Congregação para o Culto Divino e Disciplina dos Sacramentos                                                                              | Agosto 2022    | FRA         |
| Lazarus You Heung-sik         | Coreia do Sul  | 17 de novembro de 1951  | Prefeito da Congregação para o Clero | Agosto 2022    | FRA         |
| Claudio Gugerotti             | Itália         | 7 de outubro de 1955    | Prefeito do Dicastério para as Igrejas Orientais | Setembro 2023  | FRA         |
| Víctor Manuel Fernández       | Argentina      | 18 de julho de 1962     | Prefeito do Dicastério para a Doutrina da Fé | Setembro 2023  | FRA         |
| Emil Paul Tscherrig           | Suíça          | 3 de fevereiro de 1947  | Núncio apostólico emérito na Itália | Setembro 2023  | FRA         |
| Christophe Pierre             | França         | 30 de janeiro de 1946   | Núncio apostólico nos Estados Unidos | Setembro 2023  | FRA         |
| Ángel Fernández Artime, S.D.B | Espanha        | 21 de agosto de 1960    | Pró-Prefeito da Dicastério para os Institutos de Vida Consagrada e Sociedades de Vida Apostólica                                                      | Setembro 2023  | FRA         |
| Rolandas Makrickas            | Lituânia       | 31 de janeiro de 1972   | Arcipreste da Basílica de Santa Maria Maggiore | Dezembro 2024  | FRA         |
| Fabio Baggio, C.S.            | Itália         | 15 de abril de 1965     | Subsecretário para Migrantes e Refugiados do Dicastério para o Serviço do Desenvolvimento Humano Integral                                             | Dezembro 2024  | FRA         |
| George Jacob Koovakad         | Índia          | 11 de agosto de 1973    | Prefeito do Dicastério para o Diálogo Inter-Religioso                                                                                                 | Dezembro 2024  | FRA         |

| Nome                          | País           | Data de Nascimento      | Títulos ou Funções | Consistório    | Pontificado |
| ----------------------------- | -------------- | ----------------------- | --- | -------------- | ----------- |
| Dominique Mamberti            | França         | 7 de março de 1952      | Prefeito da Supremo Tribunal da Assinatura Apostólica                                                                                                 | Fevereiro 2015 | FRA         |
| Mario Zenari                  | Itália         | 5 de janeiro de 1946    | Núncio Apostólico na Siria | Novembro 2016  | FRA         |
| Kevin Joseph Farrell          | Estados Unidos | 2 de setembro de 1947   | Cardeal Camerlengo da Santa Igreja Romana Prefeito do Dicastério para os Leigos, a Família e a Vida                                                   | Novembro 2016  | FRA         |
| Konrad Krajewski              | Polónia        | 25 de novembro de 1963  | Esmolaria Apostólica | Junho 2018     | FRA         |
| José Tolentino Mendonça       | Portugal       | 15 de dezembro de 1965  | Prefeito do Dicastério para a Cultura e a Educação | Outubro 2019   | FRA         |
| Michael Czerny, S.J.          | Canadá         | 18 de julho de 1946     | Secretario de Dicastério para o Serviço do Desenvolvimento Humano Integral                                                                            | Outubro 2019   | FRA         |
| Mario Grech                   | Malta          | 20 de fevereiro de 1957 | Secretário Geral do Sínodo dos Bispos | Novembro 2020  | FRA         |
| Marcello Semeraro             | Itália         | 22 de dezembro de 1947  | Prefeito da Congregação para a Causa dos Santos | Novembro 2020  | FRA         |
| Mauro Gambetti, O.F.M.Conv.   | Itália         | 27 de outubro de 1965   | Vigário-geral de Sua Santidade para o Estado da Cidade do Vaticano Presidente da Fábrica de São Pedro Arcipreste da Basílica de São Pedro no Vaticano | Novembro 2020  | FRA         |
| Arthur Roche                  | Inglaterra     | 6 de março de 1950      | Prefeito da Congregação para o Culto Divino e Disciplina dos Sacramentos                                                                              | Agosto 2022    | FRA         |
| Lazarus You Heung-sik         | Coreia do Sul  | 17 de novembro de 1951  | Prefeito da Congregação para o Clero | Agosto 2022    | FRA         |
| Claudio Gugerotti             | Itália         | 7 de outubro de 1955    | Prefeito do Dicastério para as Igrejas Orientais | Setembro 2023  | FRA         |
| Víctor Manuel Fernández       | Argentina      | 18 de julho de 1962     | Prefeito do Dicastério para a Doutrina da Fé | Setembro 2023  | FRA         |
| Emil Paul Tscherrig           | Suíça          | 3 de fevereiro de 1947  | Núncio apostólico emérito na Itália | Setembro 2023  | FRA         |
| Christophe Pierre             | França         | 30 de janeiro de 1946   | Núncio apostólico nos Estados Unidos | Setembro 2023  | FRA         |
| Ángel Fernández Artime, S.D.B | Espanha        | 21 de agosto de 1960    | Pró-Prefeito da Dicastério para os Institutos de Vida Consagrada e Sociedades de Vida Apostólica                                                      | Setembro 2023  | FRA         |
| Rolandas Makrickas            | Lituânia       | 31 de janeiro de 1972   | Arcipreste da Basílica de Santa Maria Maggiore | Dezembro 2024  | FRA         |
| Fabio Baggio, C.S.            | Itália         | 15 de abril de 1965     | Subsecretário para Migrantes e Refugiados do Dicastério para o Serviço do Desenvolvimento Humano Integral                                             | Dezembro 2024  | FRA         |
| George Jacob Koovakad         | Índia          | 11 de agosto de 1973    | Prefeito do Dicastério para o Diálogo Inter-Religioso                                                                                                 | Dezembro 2024  | FRA         |

| Nome                         | País      | Data de Nascimento     | Títulos ou Funções                                                                         | Consistório    | Cardeal-Bispo           | Pontificado |
| ---------------------------- | --------- | ---------------------- | ------------------------------------------------------------------------------------------ | -------------- | ----------------------- | ----------- |
| Giovanni Battista Re         | Itália    | 30 de janeiro de 1934  | Decano do Colégio Cardinalício Prefeito Emérito da Congregação para os Bispos              | Fevereiro 2001 | 1 de Outubro de 2002    | JPII        |
| Leonardo Sandri              | Argentina | 18 de novembro de 1943 | Vice-Decano do Colégio Cardinalício Prefeito da Congregação para as Igrejas Orientais      | Novembro 2007  | 28 de Junho de 2018     | BXVI        |
| Francis Arinze               | Nigéria   | 1 de novembro de 1932  | Prefeito Emérito da Congregação para o Culto Divino e Disciplina dos Sacramentos           | Maio 1985      | 25 de Abril de 2005     | JPII        |
| Tarcisio Bertone, S.D.B.     | Itália    | 2 de dezembro de 1934  | Cardeal Camerlengo Emérito da Santa Igreja Romana Secretário de Estado Emérito da Santa Sé | Outubro 2003   | 10 de Maio de 2008      | JPII        |
| José Saraiva Martins, C.M.F. | Portugal  | 6 de janeiro de 1932   | Prefeito Emérito da Congregação para a Causa dos Santos                                    | Fevereiro 2001 | 24 de Fevereiro de 2009 | JPII        |
| Marc Ouellet, P.S.S.         | Canadá    | 8 de junho de 1944     | Prefeito emérito da Congregação para os Bispos                                             | Outubro 2003   | 28 de Junho de 2018     | JPII        |
| Beniamino Stella             | Itália    | 18 de agosto de 1941   | Prefeito-emérito da Congregação para o Clero                                               | Fevereiro 2014 | 1 de Maio de 2020       | FRA         |

| Nome               | País   | Data de Nascimento      | Títulos ou Funções                | Consistório  | Pontificado |
| ------------------ | ------ | ----------------------- | --------------------------------- | ------------ | ----------- |
| Béchara Pierre Raï | Líbano | 25 de fevereiro de 1940 | Patriarca de Antioquia (Maronita) | Outubro 2012 | BXVI        |

| Nome               | País   | Data de Nascimento      | Títulos ou Funções                | Consistório  | Pontificado |
| ------------------ | ------ | ----------------------- | --------------------------------- | ------------ | ----------- |
| Béchara Pierre Raï | Líbano | 25 de fevereiro de 1940 | Patriarca de Antioquia (Maronita) | Outubro 2012 | BXVI        |

| Nome                                   | País                 | Data de Nascimento      | Títulos ou Funções | Consistório    | Pontificado |
| -------------------------------------- | -------------------- | ----------------------- | --- | -------------- | ----------- |
| Michael Michai Kitbunchu               | Tailândia            | 25 de janeiro de 1929   | Arcebispo Emérito de Banguecoque Protopresbítero | Fevereiro 1983 | JPII        |
| Paul Poupard                           | França               | 30 de agosto de 1930    | Presidente Emérito do Conselho Pontifício para a Cultura                                                                                                 | Maio 1985      | JPII        |
| Friedrich Wetter                       | Alemanha             | 20 de fevereiro de 1928 | Arcebispo Emérito de Munique e Frisinga | Maio 1985      | JPII        |
| Nicolás de Jesús López Rodríguez       | República Dominicana | 31 de outubro de 1936   | Arcebispo de Santo Domingo | Junho 1991     | JPII        |
| Roger Mahony                           | Estados Unidos       | 27 de fevereiro de 1936 | Arcebispo Emérito de Los Angeles | Junho 1991     | JPII        |
| Camillo Ruini                          | Itália               | 19 de fevereiro de 1931 | Cardeal Vigário-Geral Emérito da Diocese de Roma | Junho 1991     | JPII        |
| Julius Riyadi Darmaatmadja, S.J.       | Indonésia            | 20 de dezembro de 1934  | Arcebispo Emérito de Jacarta | Novembro 1994  | JPII        |
| Emmanuel Wamala                        | Uganda               | 15 de dezembro de 1926  | Arcebispo Emérito de Kampala | Novembro 1994  | JPII        |
| Adam Joseph Maida                      | Estados Unidos       | 18 de março de 1930     | Arcebispo Emérito de Detroit | Novembro 1994  | JPII        |
| Juan Sandoval Íñiguez                  | México               | 28 de março de 1933     | Arcebispo Emérito de Guadalajara | Novembro 1994  | JPII        |
| James Francis Stafford                 | Estados Unidos       | 26 de julho de 1932     | Penitenciário-Mor Emérito da Santa Sé | Fevereiro 1998 | JPII        |
| Salvatore De Giorgi                    | Itália               | 6 de setembro de 1930   | Arcebispo Emérito de Palermo | Fevereiro 1998 | JPII        |
| Antonio María Rouco Varela             | Espanha              | 24 de agosto de 1936    | Arcebispo-emérito de Madrid | Fevereiro 1998 | JPII        |
| Polycarp Pengo                         | Tanzânia             | 5 de agosto de 1944     | Arcebispo-emérito de Dar-es-Salaam | Fevereiro 1998 | JPII        |
| Christoph Schönborn, O.P.              | Chéquia              | 22 de janeiro de 1945   | Arcebispo emérito de Viena | Fevereiro 1998 | JPII        |
| Norberto Rivera Carrera                | México               | 6 de junho de 1942      | Arcebispo-emérito da Cidade do México | Fevereiro 1998 | JPII        |
| Jānis Pujāts                           | Letónia              | 14 de novembro de 1930  | Arcebispo Emérito de Riga | Fevereiro 1998 | JPII        |
| Crescenzio Sepe                        | Itália               | 2 de junho de 1943      | Arcebispo-emérito de Nápoles | Fevereiro 2001 | JPII        |
| Walter Kasper                          | Alemanha             | 5 de março de 1933      | Presidente Emérito do Pontifício Conselho para a Promoção da Unidade dos Cristãos                                                                        | Fevereiro 2001 | JPII        |
| Audrys Juozas Backis                   | Lituânia             | 1 de fevereiro de 1937  | Arcebispo-emérito de Vilnius | Fevereiro 2001 | JPII        |
| Francisco Javier Errázuriz Ossa        | Chile                | 5 de setembro de 1933   | Arcebispo Emérito de Santiago do Chile | Fevereiro 2001 | JPII        |
| Wilfrid Fox Napier, O.F.M.             | África do Sul        | 8 de março de 1941      | Arcebispo-emérito de Durban | Fevereiro 2001 | JPII        |
| Óscar Rodríguez Maradiaga, S.D.B.      | Honduras             | 29 de dezembro de 1942  | Arcebispo emérito de Tegucigalpa | Fevereiro 2001 | JPII        |
| Juan Luis Cipriani Thorne              | Peru                 | 28 de dezembro de 1943  | Arcebispo emérito de Lima | Fevereiro 2001 | JPII        |
| Julián Herranz Casado                  | Espanha              | 31 de março de 1930     | Presidente Emérito do Pontifício Conselho para os Textos Legislativos Presidente Emérito do Pontifícia Comissão Disciplinar da Cúria Romana              | Outubro 2003   | JPII        |
| Angelo Scola                           | Itália               | 7 de novembro de 1941   | Arcebispo-emérito de Milão | Outubro 2003   | JPII        |
| Anthony Olubunmi Okogie                | Nigéria              | 16 de junho de 1936     | Arcebispo Emérito de Lagos | Outubro 2003   | JPII        |
| Gabriel Zubeir Wako                    | Sudão                | 27 de fevereiro de 1941 | Arcebispo-emérito de Cartum | Outubro 2003   | JPII        |
| Justin Francis Rigali                  | Estados Unidos       | 19 de abril de 1935     | Arcebispo Emérito de Filadélfia | Outubro 2003   | JPII        |
| Ennio Antonelli                        | Itália               | 18 de novembro de 1936  | Presidente Emérito do Pontifício Conselho para a Família                                                                                                 | Outubro 2003   | JPII        |
| Jean-Baptiste Pham Minh Mân            | Vietname             | 5 de março de 1934      | Arcebispo-emérito de Ho Chi Minh | Outubro 2003   | JPII        |
| Franc Rodé                             | Eslovênia            | 23 de setembro de 1934  | Prefeito Emérito da Congregação para os Institutos de Vida Consagrada e Sociedades de Vida Apostólica                                                    | Outubro 2006   | BXVI        |
| Agostino Vallini                       | Itália               | 17 de abril de 1940     | Cardeal-Emérito Vigário-Geral de Sua Santidade para a Diocese de Roma                                                                                    | Outubro 2006   | BXVI        |
| Gaudencio Borbon Rosales               | Filipinas            | 10 de agosto de 1932    | Arcebispo Emérito de Manila | Outubro 2006   | BXVI        |
| Jean-Pierre Bernard Ricard             | França               | 25 de setembro de 1944  | Arcebispo-emérito de Bordeaux | Outubro 2006   | BXVI        |
| Sean Patrick O'Malley, O.F.M.Cap.      | Estados Unidos       | 29 de junho de 1944     | Arcebispo emérito de Boston | Outubro 2006   | BXVI        |
| Stanisław Dziwisz                      | Polónia              | 27 de abril de 1939     | Arcebispo-emérito de Cracóvia | Outubro 2006   | BXVI        |
| Joseph Zen Ze-kiun                     | China                | 13 de janeiro de 1932   | Bispo Emérito de Hong Kong | Outubro 2006   | BXVI        |
| Giovanni Lajolo                        | Itália               | 3 de janeiro de 1935    | Presidente Emérito do Pontifícia Comissão para o Estado da Cidade do Vaticano                                                                            | Novembro 2007  | BXVI        |
| Angelo Comastri                        | Itália               | 17 de setembro de 1943  | Cardeal Vigário-Geral-emérito para o Estado da Cidade do Vaticano Arcipreste-emérito da Basílica de São Pedro Presidente-emérito da Fábrica de São Pedro | Novembro 2007  | BXVI        |
| Stanisław Ryłko                        | Polónia              | 4 de julho de 1945      | Arcipreste emérito da Basílica de Santa Maria Maggiore                                                                                                   | Novembro 2007  | BXVI        |
| Raffaele Farina                        | Itália               | 24 de setembro de 1933  | Arquivista e Bibliotecário Emérito dos Arquivos Secretos e Biblioteca do Vaticano                                                                        | Novembro 2007  | BXVI        |
| Seán Baptist Brady                     | Irlanda              | 16 de agosto de 1939    | Arcebispo-emérito de Armagh | Novembro 2007  | BXVI        |
| Lluís Martínez Sistach                 | Espanha              | 29 de abril de 1937     | Arcebispo-emérito de Barcelona | Novembro 2007  | BXVI        |
| Angelo Bagnasco                        | Itália               | 14 de janeiro de 1943   | Arcebispo-emérito de Gênova | Novembro 2007  | BXVI        |
| Théodore-Adrien Sarr                   | Senegal              | 28 de novembro de 1936  | Arcebispo-emérito de Dakar | Novembro 2007  | BXVI        |
| Oswald Gracias                         | Índia                | 24 de dezembro de 1944  | Arcebispo de Bombaim | Novembro 2007  | BXVI        |
| Robert Sarah                           | Guiné                | 15 de junho de 1945     | Presidente-emérito do Congregação para o Culto Divino e Disciplina dos Sacramentos                                                                       | Novembro 2010  | BXVI        |
| Francesco Monterisi                    | Itália               | 28 de maio de 1934      | Arcipreste Emérito da Basílica de São Paulo Extramuros                                                                                                   | Novembro 2010  | BXVI        |
| Mauro Piacenza                         | Itália               | 15 de setembro de 1944  | Penitenciário-Mor do Supremo Tribunal da Penitenciária Apostólica                                                                                        | Novembro 2010  | BXVI        |
| Gianfranco Ravasi                      | Itália               | 18 de outubro de 1942   | Presidente do Conselho Pontifício da Cultura | Novembro 2010  | BXVI        |
| Paolo Romeo                            | Itália               | 20 de fevereiro de 1938 | Arcebispo-emérito de Palermo | Novembro 2010  | BXVI        |
| Donald Wuerl                           | Estados Unidos       | 12 de novembro de 1940  | Arcebispo-emérito de Washington | Novembro 2010  | BXVI        |
| Raymundo Damasceno Assis               | Brasil               | 15 de fevereiro de 1937 | Arcebispo Emérito de Aparecida | Novembro 2010  | BXVI        |
| Walter Brandmüller                     | Alemanha             | 26 de janeiro de 1929   | Presidente Emérito do Pontifício Comitê das Ciências Históricas                                                                                          | Novembro 2010  | BXVI        |
| Manuel Monteiro de Castro              | Portugal             | 29 de março de 1938     | Penitenciário-Mor-Emérito da Santa Sé | Fevereiro 2012 | BXVI        |
| Santos Abril y Castelló                | Espanha              | 21 de setembro de 1935  | Arcipreste da Basílica de Santa Maria Maior | Fevereiro 2012 | BXVI        |
| Antônio Maria Vegliò                   | Itália               | 3 de fevereiro de 1938  | Presidente Emérito do Pontifício Conselho para a Pastoral dos Migrantes e Itinerantes                                                                    | Fevereiro 2012 | BXVI        |
| Giuseppe Bertello                      | Itália               | 1 de outubro de 1942    | Presidente emérito do Governo do Estado da Cidade do Vaticano Presidente emérito da Pontifícia Comissão para o Estado da Cidade do Vaticano              | Fevereiro 2012 | BXVI        |
| Francesco Coccopalmerio                | Itália               | 6 de março de 1938      | Presidente Emérito do Pontifício Conselho para os Textos Legislativos                                                                                    | Fevereiro 2012 | BXVI        |
| Edwin Frederick O'Brien                | Estados Unidos       | 8 de abril de 1939      | Grão-Mestre-emérito da Ordem Equestre do Santo Sepulcro de Jerusalém                                                                                     | Fevereiro 2012 | BXVI        |
| Domenico Calcagno                      | Itália               | 3 de fevereiro de 1943  | Presidente-emérito da Administração do Património da Sé Apostólica                                                                                       | Fevereiro 2012 | BXVI        |
| Giuseppe Versaldi                      | Itália               | 30 de julho de 1943     | Presidente-emérito da Prefeitura dos Assuntos Económicos da Santa Sé                                                                                     | Fevereiro 2012 | BXVI        |
| George Alencherry                      | Índia                | 19 de abril de 1945     | Arcebispo emérito de Ernakulam-Angamaly (Siro-Malabar)                                                                                                   | Fevereiro 2012 | BXVI        |
| Dominik Duka, O.P.                     | Chéquia              | 26 de abril de 1943     | Arcebispo emérito de Praga | Fevereiro 2012 | BXVI        |
| John Tong Hon                          | China                | 31 de julho de 1939     | Bispo-emérito de Hong Kong | Fevereiro 2012 | BXVI        |
| Lucian Mureşan                         | Roménia              | 23 de maio de 1931      | Arcebispo Maior de Făgăraş şi Alba Iulia (Greco-Católica Romena)                                                                                         | Fevereiro 2012 | BXVI        |
| John Olorunfemi Onaiyekan              | Nigéria              | 29 de janeiro de 1944   | Arcebispo-emérito de Abuja | Novembro 2012  | BXVI        |
| Rubén Salazar Gómez                    | Colômbia             | 22 de setembro de 1942  | Arcebispo-emérito de Bogotá | Novembro 2012  | BXVI        |
| Lorenzo Baldisseri                     | Itália               | 29 de setembro de 1940  | Secretário-Geral do Sínodo dos Bispos | Fevereiro 2014 | FRA         |
| Gualtiero Bassetti                     | Itália               | 7 de abril de 1942      | Arcebispo emérito de Perugia–Città della Pieve | Fevereiro 2014 | FRA         |
| Andrew Yeom Soo-jung                   | Coreia do Sul        | 5 de dezembro de 1943   | Arcebispo emérito de Seul | Fevereiro 2014 | FRA         |
| Ricardo Ezzati Andrello, S.D.B.        | Chile                | 7 de janeiro de 1942    | Arcebispo-emérito de Santiago do Chile | Fevereiro 2014 | FRA         |
| Orlando Beltran Quevedo, O.M.I.        | Filipinas            | 11 de março de 1939     | Arcebispo emérito de Cotabato | Fevereiro 2014 | FRA         |
| Edoardo Menichelli                     | Itália               | 14 de outubro de 1939   | Arcebispo Emérito de Ancona-Osimo | Fevereiro 2015 | FRA         |
| Pierre Nguyễn Văn Nhơn                 | Vietname             | 1 de abril de 1938      | Arcebispo-emérito de Hanói | Fevereiro 2015 | FRA         |
| Alberto Suárez Inda                    | México               | 30 de janeiro de 1939   | Arcebispo Emérito de Morelia | Fevereiro 2015 | FRA         |
| Ricardo Blázquez Pérez                 | Espanha              | 13 de abril de 1942     | Arcebispo Emérito de Valhadolide | Fevereiro 2015 | FRA         |
| José Lacunza Maestrojuán, O.A.R.       | Panamá               | 24 de fevereiro de 1944 | Bispo emérito de David | Fevereiro 2015 | FRA         |
| Luis Héctor Villalba                   | Argentina            | 11 de outubro de 1934   | Arcebispo Emérito de Tucumán | Fevereiro 2015 | FRA         |
| Júlio Duarte Langa                     | Moçambique           | 27 de outubro de 1927   | Dispo Emérito de Xai-Xai | Fevereiro 2015 | FRA         |
| Carlos Osoro Sierra                    | Espanha              | 16 de maio de 1945      | Arcebispo emérito de Madri | Novembro 2016  | FRA         |
| Patrick D’Rozario, C.S.C.              | Bangladesh           | 1 de outubro de 1943    | Arcebispo-emérito de Dhaka | Novembro 2016  | FRA         |
| Baltazar Henrique Porras Cardozo       | Venezuela            | 10 de outubro de 1944   | Arcebispo de Mérida | Novembro 2016  | FRA         |
| Maurice Piat, C.S.Sp.                  | Ilhas Maurícias      | 19 de julho de 1941     | Bispo de Port-Louis | Novembro 2016  | FRA         |
| Jean Zerbo                             | Mali                 | 27 de dezembro de 1942  | Arcebispo emérito de Bamako | Junho 2017     | FRA         |
| Louis-Marie Ling Mangkhanekhoun        | Laos                 | 8 de abril de 1944      | 'Vigário Apostólico de Paksé | Junho 2017     | FRA         |
| Gregorio Rosa Chávez                   | El Salvador          | 3 de setembro de 1942   | Bispo auxiliar emérito de San Salvador | Junho 2017     | FRA         |
| Joseph Coutts                          | Paquistão            | 21 de julho de 1945     | Arcebispo emérito de Karachi | Junho 2018     | FRA         |
| Pedro Ricardo Barreto Jimeno, S.J.     | Peru                 | 12 de fevereiro de 1944 | Arcebispo emérito de Huancayo | Junho 2018     | FRA         |
| Toribio Ticona Porco                   | Bolívia              | 25 de abril de 1937     | Prelato-emérito de Corocoro | Junho 2018     | FRA         |
| Sigitas Tamkevicius, S.J.              | Lituânia             | 7 de novembro de 1938   | Arcebispo-emérito da Kaunas | Outubro 2019   | FRA         |
| Celestino Aós Braco, O.F.M.Cap.        | Chile                | 6 de abril de 1945      | Arcebispo emérito de Santiago do Chile | Novembro 2020  | FRA         |
| Felipe Arizmendi Esquivel              | México               | 1 de maio de 1940       | Bispo-emérito de San Cristóbal de Las Casas | Novembro 2020  | FRA         |
| Jorge Enrique Jiménez Carvajal, C.I.M. | Colômbia             | 29 de março de 1942     | Arcebispo emérito de Cartagena | Agosto 2022    | FRA         |
| Arrigo Miglio                          | Itália               | 18 de julho de 1942     | Arcebispo emérito de Cagliari | Agosto 2022    | FRA         |
| Diego Rafael Padrón Sánchez            | Venezuela            | 17 de agosto de 1939    | Arcebispo emérito de Cumaná | Setembro 2023  | FRA         |

| Nome                                   | País                 | Data de Nascimento      | Títulos ou Funções | Consistório    | Pontificado |
| -------------------------------------- | -------------------- | ----------------------- | --- | -------------- | ----------- |
| Michael Michai Kitbunchu               | Tailândia            | 25 de janeiro de 1929   | Arcebispo Emérito de Banguecoque Protopresbítero | Fevereiro 1983 | JPII        |
| Paul Poupard                           | França               | 30 de agosto de 1930    | Presidente Emérito do Conselho Pontifício para a Cultura                                                                                                 | Maio 1985      | JPII        |
| Friedrich Wetter                       | Alemanha             | 20 de fevereiro de 1928 | Arcebispo Emérito de Munique e Frisinga | Maio 1985      | JPII        |
| Nicolás de Jesús López Rodríguez       | República Dominicana | 31 de outubro de 1936   | Arcebispo de Santo Domingo | Junho 1991     | JPII        |
| Roger Mahony                           | Estados Unidos       | 27 de fevereiro de 1936 | Arcebispo Emérito de Los Angeles | Junho 1991     | JPII        |
| Camillo Ruini                          | Itália               | 19 de fevereiro de 1931 | Cardeal Vigário-Geral Emérito da Diocese de Roma | Junho 1991     | JPII        |
| Julius Riyadi Darmaatmadja, S.J.       | Indonésia            | 20 de dezembro de 1934  | Arcebispo Emérito de Jacarta | Novembro 1994  | JPII        |
| Emmanuel Wamala                        | Uganda               | 15 de dezembro de 1926  | Arcebispo Emérito de Kampala | Novembro 1994  | JPII        |
| Adam Joseph Maida                      | Estados Unidos       | 18 de março de 1930     | Arcebispo Emérito de Detroit | Novembro 1994  | JPII        |
| Juan Sandoval Íñiguez                  | México               | 28 de março de 1933     | Arcebispo Emérito de Guadalajara | Novembro 1994  | JPII        |
| James Francis Stafford                 | Estados Unidos       | 26 de julho de 1932     | Penitenciário-Mor Emérito da Santa Sé | Fevereiro 1998 | JPII        |
| Salvatore De Giorgi                    | Itália               | 6 de setembro de 1930   | Arcebispo Emérito de Palermo | Fevereiro 1998 | JPII        |
| Antonio María Rouco Varela             | Espanha              | 24 de agosto de 1936    | Arcebispo-emérito de Madrid | Fevereiro 1998 | JPII        |
| Polycarp Pengo                         | Tanzânia             | 5 de agosto de 1944     | Arcebispo-emérito de Dar-es-Salaam | Fevereiro 1998 | JPII        |
| Christoph Schönborn, O.P.              | Chéquia              | 22 de janeiro de 1945   | Arcebispo emérito de Viena | Fevereiro 1998 | JPII        |
| Norberto Rivera Carrera                | México               | 6 de junho de 1942      | Arcebispo-emérito da Cidade do México | Fevereiro 1998 | JPII        |
| Jānis Pujāts                           | Letónia              | 14 de novembro de 1930  | Arcebispo Emérito de Riga | Fevereiro 1998 | JPII        |
| Crescenzio Sepe                        | Itália               | 2 de junho de 1943      | Arcebispo-emérito de Nápoles | Fevereiro 2001 | JPII        |
| Walter Kasper                          | Alemanha             | 5 de março de 1933      | Presidente Emérito do Pontifício Conselho para a Promoção da Unidade dos Cristãos                                                                        | Fevereiro 2001 | JPII        |
| Audrys Juozas Backis                   | Lituânia             | 1 de fevereiro de 1937  | Arcebispo-emérito de Vilnius | Fevereiro 2001 | JPII        |
| Francisco Javier Errázuriz Ossa        | Chile                | 5 de setembro de 1933   | Arcebispo Emérito de Santiago do Chile | Fevereiro 2001 | JPII        |
| Wilfrid Fox Napier, O.F.M.             | África do Sul        | 8 de março de 1941      | Arcebispo-emérito de Durban | Fevereiro 2001 | JPII        |
| Óscar Rodríguez Maradiaga, S.D.B.      | Honduras             | 29 de dezembro de 1942  | Arcebispo emérito de Tegucigalpa | Fevereiro 2001 | JPII        |
| Juan Luis Cipriani Thorne              | Peru                 | 28 de dezembro de 1943  | Arcebispo emérito de Lima | Fevereiro 2001 | JPII        |
| Julián Herranz Casado                  | Espanha              | 31 de março de 1930     | Presidente Emérito do Pontifício Conselho para os Textos Legislativos Presidente Emérito do Pontifícia Comissão Disciplinar da Cúria Romana              | Outubro 2003   | JPII        |
| Angelo Scola                           | Itália               | 7 de novembro de 1941   | Arcebispo-emérito de Milão | Outubro 2003   | JPII        |
| Anthony Olubunmi Okogie                | Nigéria              | 16 de junho de 1936     | Arcebispo Emérito de Lagos | Outubro 2003   | JPII        |
| Gabriel Zubeir Wako                    | Sudão                | 27 de fevereiro de 1941 | Arcebispo-emérito de Cartum | Outubro 2003   | JPII        |
| Justin Francis Rigali                  | Estados Unidos       | 19 de abril de 1935     | Arcebispo Emérito de Filadélfia | Outubro 2003   | JPII        |
| Ennio Antonelli                        | Itália               | 18 de novembro de 1936  | Presidente Emérito do Pontifício Conselho para a Família                                                                                                 | Outubro 2003   | JPII        |
| Jean-Baptiste Pham Minh Mân            | Vietname             | 5 de março de 1934      | Arcebispo-emérito de Ho Chi Minh | Outubro 2003   | JPII        |
| Franc Rodé                             | Eslovênia            | 23 de setembro de 1934  | Prefeito Emérito da Congregação para os Institutos de Vida Consagrada e Sociedades de Vida Apostólica                                                    | Outubro 2006   | BXVI        |
| Agostino Vallini                       | Itália               | 17 de abril de 1940     | Cardeal-Emérito Vigário-Geral de Sua Santidade para a Diocese de Roma                                                                                    | Outubro 2006   | BXVI        |
| Gaudencio Borbon Rosales               | Filipinas            | 10 de agosto de 1932    | Arcebispo Emérito de Manila | Outubro 2006   | BXVI        |
| Jean-Pierre Bernard Ricard             | França               | 25 de setembro de 1944  | Arcebispo-emérito de Bordeaux | Outubro 2006   | BXVI        |
| Sean Patrick O'Malley, O.F.M.Cap.      | Estados Unidos       | 29 de junho de 1944     | Arcebispo emérito de Boston | Outubro 2006   | BXVI        |
| Stanisław Dziwisz                      | Polónia              | 27 de abril de 1939     | Arcebispo-emérito de Cracóvia | Outubro 2006   | BXVI        |
| Joseph Zen Ze-kiun                     | China                | 13 de janeiro de 1932   | Bispo Emérito de Hong Kong | Outubro 2006   | BXVI        |
| Giovanni Lajolo                        | Itália               | 3 de janeiro de 1935    | Presidente Emérito do Pontifícia Comissão para o Estado da Cidade do Vaticano                                                                            | Novembro 2007  | BXVI        |
| Angelo Comastri                        | Itália               | 17 de setembro de 1943  | Cardeal Vigário-Geral-emérito para o Estado da Cidade do Vaticano Arcipreste-emérito da Basílica de São Pedro Presidente-emérito da Fábrica de São Pedro | Novembro 2007  | BXVI        |
| Stanisław Ryłko                        | Polónia              | 4 de julho de 1945      | Arcipreste emérito da Basílica de Santa Maria Maggiore                                                                                                   | Novembro 2007  | BXVI        |
| Raffaele Farina                        | Itália               | 24 de setembro de 1933  | Arquivista e Bibliotecário Emérito dos Arquivos Secretos e Biblioteca do Vaticano                                                                        | Novembro 2007  | BXVI        |
| Seán Baptist Brady                     | Irlanda              | 16 de agosto de 1939    | Arcebispo-emérito de Armagh | Novembro 2007  | BXVI        |
| Lluís Martínez Sistach                 | Espanha              | 29 de abril de 1937     | Arcebispo-emérito de Barcelona | Novembro 2007  | BXVI        |
| Angelo Bagnasco                        | Itália               | 14 de janeiro de 1943   | Arcebispo-emérito de Gênova | Novembro 2007  | BXVI        |
| Théodore-Adrien Sarr                   | Senegal              | 28 de novembro de 1936  | Arcebispo-emérito de Dakar | Novembro 2007  | BXVI        |
| Oswald Gracias                         | Índia                | 24 de dezembro de 1944  | Arcebispo de Bombaim | Novembro 2007  | BXVI        |
| Robert Sarah                           | Guiné                | 15 de junho de 1945     | Presidente-emérito do Congregação para o Culto Divino e Disciplina dos Sacramentos                                                                       | Novembro 2010  | BXVI        |
| Francesco Monterisi                    | Itália               | 28 de maio de 1934      | Arcipreste Emérito da Basílica de São Paulo Extramuros                                                                                                   | Novembro 2010  | BXVI        |
| Mauro Piacenza                         | Itália               | 15 de setembro de 1944  | Penitenciário-Mor do Supremo Tribunal da Penitenciária Apostólica                                                                                        | Novembro 2010  | BXVI        |
| Gianfranco Ravasi                      | Itália               | 18 de outubro de 1942   | Presidente do Conselho Pontifício da Cultura | Novembro 2010  | BXVI        |
| Paolo Romeo                            | Itália               | 20 de fevereiro de 1938 | Arcebispo-emérito de Palermo | Novembro 2010  | BXVI        |
| Donald Wuerl                           | Estados Unidos       | 12 de novembro de 1940  | Arcebispo-emérito de Washington | Novembro 2010  | BXVI        |
| Raymundo Damasceno Assis               | Brasil               | 15 de fevereiro de 1937 | Arcebispo Emérito de Aparecida | Novembro 2010  | BXVI        |
| Walter Brandmüller                     | Alemanha             | 26 de janeiro de 1929   | Presidente Emérito do Pontifício Comitê das Ciências Históricas                                                                                          | Novembro 2010  | BXVI        |
| Manuel Monteiro de Castro              | Portugal             | 29 de março de 1938     | Penitenciário-Mor-Emérito da Santa Sé | Fevereiro 2012 | BXVI        |
| Santos Abril y Castelló                | Espanha              | 21 de setembro de 1935  | Arcipreste da Basílica de Santa Maria Maior | Fevereiro 2012 | BXVI        |
| Antônio Maria Vegliò                   | Itália               | 3 de fevereiro de 1938  | Presidente Emérito do Pontifício Conselho para a Pastoral dos Migrantes e Itinerantes                                                                    | Fevereiro 2012 | BXVI        |
| Giuseppe Bertello                      | Itália               | 1 de outubro de 1942    | Presidente emérito do Governo do Estado da Cidade do Vaticano Presidente emérito da Pontifícia Comissão para o Estado da Cidade do Vaticano              | Fevereiro 2012 | BXVI        |
| Francesco Coccopalmerio                | Itália               | 6 de março de 1938      | Presidente Emérito do Pontifício Conselho para os Textos Legislativos                                                                                    | Fevereiro 2012 | BXVI        |
| Edwin Frederick O'Brien                | Estados Unidos       | 8 de abril de 1939      | Grão-Mestre-emérito da Ordem Equestre do Santo Sepulcro de Jerusalém                                                                                     | Fevereiro 2012 | BXVI        |
| Domenico Calcagno                      | Itália               | 3 de fevereiro de 1943  | Presidente-emérito da Administração do Património da Sé Apostólica                                                                                       | Fevereiro 2012 | BXVI        |
| Giuseppe Versaldi                      | Itália               | 30 de julho de 1943     | Presidente-emérito da Prefeitura dos Assuntos Económicos da Santa Sé                                                                                     | Fevereiro 2012 | BXVI        |
| George Alencherry                      | Índia                | 19 de abril de 1945     | Arcebispo emérito de Ernakulam-Angamaly (Siro-Malabar)                                                                                                   | Fevereiro 2012 | BXVI        |
| Dominik Duka, O.P.                     | Chéquia              | 26 de abril de 1943     | Arcebispo emérito de Praga | Fevereiro 2012 | BXVI        |
| John Tong Hon                          | China                | 31 de julho de 1939     | Bispo-emérito de Hong Kong | Fevereiro 2012 | BXVI        |
| Lucian Mureşan                         | Roménia              | 23 de maio de 1931      | Arcebispo Maior de Făgăraş şi Alba Iulia (Greco-Católica Romena)                                                                                         | Fevereiro 2012 | BXVI        |
| John Olorunfemi Onaiyekan              | Nigéria              | 29 de janeiro de 1944   | Arcebispo-emérito de Abuja | Novembro 2012  | BXVI        |
| Rubén Salazar Gómez                    | Colômbia             | 22 de setembro de 1942  | Arcebispo-emérito de Bogotá | Novembro 2012  | BXVI        |
| Lorenzo Baldisseri                     | Itália               | 29 de setembro de 1940  | Secretário-Geral do Sínodo dos Bispos | Fevereiro 2014 | FRA         |
| Gualtiero Bassetti                     | Itália               | 7 de abril de 1942      | Arcebispo emérito de Perugia–Città della Pieve | Fevereiro 2014 | FRA         |
| Andrew Yeom Soo-jung                   | Coreia do Sul        | 5 de dezembro de 1943   | Arcebispo emérito de Seul | Fevereiro 2014 | FRA         |
| Ricardo Ezzati Andrello, S.D.B.        | Chile                | 7 de janeiro de 1942    | Arcebispo-emérito de Santiago do Chile | Fevereiro 2014 | FRA         |
| Orlando Beltran Quevedo, O.M.I.        | Filipinas            | 11 de março de 1939     | Arcebispo emérito de Cotabato | Fevereiro 2014 | FRA         |
| Edoardo Menichelli                     | Itália               | 14 de outubro de 1939   | Arcebispo Emérito de Ancona-Osimo | Fevereiro 2015 | FRA         |
| Pierre Nguyễn Văn Nhơn                 | Vietname             | 1 de abril de 1938      | Arcebispo-emérito de Hanói | Fevereiro 2015 | FRA         |
| Alberto Suárez Inda                    | México               | 30 de janeiro de 1939   | Arcebispo Emérito de Morelia | Fevereiro 2015 | FRA         |
| Ricardo Blázquez Pérez                 | Espanha              | 13 de abril de 1942     | Arcebispo Emérito de Valhadolide | Fevereiro 2015 | FRA         |
| José Lacunza Maestrojuán, O.A.R.       | Panamá               | 24 de fevereiro de 1944 | Bispo emérito de David | Fevereiro 2015 | FRA         |
| Luis Héctor Villalba                   | Argentina            | 11 de outubro de 1934   | Arcebispo Emérito de Tucumán | Fevereiro 2015 | FRA         |
| Júlio Duarte Langa                     | Moçambique           | 27 de outubro de 1927   | Dispo Emérito de Xai-Xai | Fevereiro 2015 | FRA         |
| Carlos Osoro Sierra                    | Espanha              | 16 de maio de 1945      | Arcebispo emérito de Madri | Novembro 2016  | FRA         |
| Patrick D’Rozario, C.S.C.              | Bangladesh           | 1 de outubro de 1943    | Arcebispo-emérito de Dhaka | Novembro 2016  | FRA         |
| Baltazar Henrique Porras Cardozo       | Venezuela            | 10 de outubro de 1944   | Arcebispo de Mérida | Novembro 2016  | FRA         |
| Maurice Piat, C.S.Sp.                  | Ilhas Maurícias      | 19 de julho de 1941     | Bispo de Port-Louis | Novembro 2016  | FRA         |
| Jean Zerbo                             | Mali                 | 27 de dezembro de 1942  | Arcebispo emérito de Bamako | Junho 2017     | FRA         |
| Louis-Marie Ling Mangkhanekhoun        | Laos                 | 8 de abril de 1944      | 'Vigário Apostólico de Paksé | Junho 2017     | FRA         |
| Gregorio Rosa Chávez                   | El Salvador          | 3 de setembro de 1942   | Bispo auxiliar emérito de San Salvador | Junho 2017     | FRA         |
| Joseph Coutts                          | Paquistão            | 21 de julho de 1945     | Arcebispo emérito de Karachi | Junho 2018     | FRA         |
| Pedro Ricardo Barreto Jimeno, S.J.     | Peru                 | 12 de fevereiro de 1944 | Arcebispo emérito de Huancayo | Junho 2018     | FRA         |
| Toribio Ticona Porco                   | Bolívia              | 25 de abril de 1937     | Prelato-emérito de Corocoro | Junho 2018     | FRA         |
| Sigitas Tamkevicius, S.J.              | Lituânia             | 7 de novembro de 1938   | Arcebispo-emérito da Kaunas | Outubro 2019   | FRA         |
| Celestino Aós Braco, O.F.M.Cap.        | Chile                | 6 de abril de 1945      | Arcebispo emérito de Santiago do Chile | Novembro 2020  | FRA         |
| Felipe Arizmendi Esquivel              | México               | 1 de maio de 1940       | Bispo-emérito de San Cristóbal de Las Casas | Novembro 2020  | FRA         |
| Jorge Enrique Jiménez Carvajal, C.I.M. | Colômbia             | 29 de março de 1942     | Arcebispo emérito de Cartagena | Agosto 2022    | FRA         |
| Arrigo Miglio                          | Itália               | 18 de julho de 1942     | Arcebispo emérito de Cagliari | Agosto 2022    | FRA         |
| Diego Rafael Padrón Sánchez            | Venezuela            | 17 de agosto de 1939    | Arcebispo emérito de Cumaná | Setembro 2023  | FRA         |

| Nome                                 | País       | Data de Nascimento     | Títulos ou Funções | Consistório   | Pontificado |
| ------------------------------------ | ---------- | ---------------------- | --- | ------------- | ----------- |
| Ernest Simoni                        | Albânia    | 18 de outubro de 1928  | Padre de Shkodrë-Pult | Novembro 2016 | FRA         |
| Luis Francisco Ladaria Ferrer, S.J.  | Espanha    | 19 de abril de 1944    | Prefeito emérito da Congregação para a Doutrina da Fé                                                                             | Junho 2018    | FRA         |
| Giovanni Angelo Becciu               | Itália     | 2 de junho de 1948     | Prefeito emérito da Congregação para a Causa dos Santos                                                                           | Junho 2018    | FRA         |
| Aquilino Bocos Merino, C.M.F.        | Espanha    | 17 de maio de 1938     | Superior General Emérito da Congregação dos Missionários Filhos do Imaculado Coração de Maria                                     | Junho 2018    | FRA         |
| Michael Louis Fitzgerald, M. Afr.    | Inglaterra | 17 de agosto de 1937   | Núncio Apostólico-emérito do Egito Presidente-emérito do Pontifício Conselho para o Diálogo Inter-Religioso                       | Outubro 2019  | FRA         |
| Silvano Maria Tomasi, C.S.           | Itália     | 12 de outubro de 1940  | Delegado especial da Ordem Soberana e Militar de Malta                                                                            | Novembro 2020 | FRA         |
| Raniero Cantalamessa, O.F.M.Cap.     | Itália     | 22 de julho de 1934    | Pregador Apostólico | Novembro 2020 | FRA         |
| Enrico Feroci                        | Itália     | 27 de agosto de 1940   | Capelão de Sua Santidade | Novembro 2020 | FRA         |
| Fernando Vérgez Alzaga, L.C          | Espanha    | 1 de março de 1945     | Presidente emérito da Pontifícia Comissão para o Estado da Cidade do Vaticano Presidente emérito do Governo da Cidade do Vaticano | Agosto 2022   | FRA         |
| Gianfranco Ghirlanda, S.J            | Itália     | 5 de julho de 1942     | Reitor emérito da Pontifícia Universidade Gregoriana                                                                              | Agosto 2022   | FRA         |
| Fortunato Frezza                     | Itália     | 6 de fevereiro de 1942 | Cônego da Basílica de São Pedro                                                                                                   | Agosto 2022   | FRA         |
| Agostino Marchetto                   | Itália     | 28 de agosto de 1940   | Secretário emérito do Pontifício Conselho para a Pastoral dos Migrantes e Itinerantes                                             | Setembro 2023 | FRA         |
| Angelo Acerbi                        | Itália     | 23 de setembro de 1925 | Núncio Apostólico Emérito dos Países Baixos                                                                                       | Dezembro 2024 | FRA         |
| Timothy Peter Joseph Radcliffe, O.P. | Inglaterra | 22 de agosto de 1945   | Mestre-geral-emérito da Ordem dos Pregadores                                                                                      | Dezembro 2024 | FRA         |

| Nome                                 | País       | Data de Nascimento     | Títulos ou Funções | Consistório   | Pontificado |
| ------------------------------------ | ---------- | ---------------------- | --- | ------------- | ----------- |
| Ernest Simoni                        | Albânia    | 18 de outubro de 1928  | Padre de Shkodrë-Pult | Novembro 2016 | FRA         |
| Luis Francisco Ladaria Ferrer, S.J.  | Espanha    | 19 de abril de 1944    | Prefeito emérito da Congregação para a Doutrina da Fé                                                                             | Junho 2018    | FRA         |
| Giovanni Angelo Becciu               | Itália     | 2 de junho de 1948     | Prefeito emérito da Congregação para a Causa dos Santos                                                                           | Junho 2018    | FRA         |
| Aquilino Bocos Merino, C.M.F.        | Espanha    | 17 de maio de 1938     | Superior General Emérito da Congregação dos Missionários Filhos do Imaculado Coração de Maria                                     | Junho 2018    | FRA         |
| Michael Louis Fitzgerald, M. Afr.    | Inglaterra | 17 de agosto de 1937   | Núncio Apostólico-emérito do Egito Presidente-emérito do Pontifício Conselho para o Diálogo Inter-Religioso                       | Outubro 2019  | FRA         |
| Silvano Maria Tomasi, C.S.           | Itália     | 12 de outubro de 1940  | Delegado especial da Ordem Soberana e Militar de Malta                                                                            | Novembro 2020 | FRA         |
| Raniero Cantalamessa, O.F.M.Cap.     | Itália     | 22 de julho de 1934    | Pregador Apostólico | Novembro 2020 | FRA         |
| Enrico Feroci                        | Itália     | 27 de agosto de 1940   | Capelão de Sua Santidade | Novembro 2020 | FRA         |
| Fernando Vérgez Alzaga, L.C          | Espanha    | 1 de março de 1945     | Presidente emérito da Pontifícia Comissão para o Estado da Cidade do Vaticano Presidente emérito do Governo da Cidade do Vaticano | Agosto 2022   | FRA         |
| Gianfranco Ghirlanda, S.J            | Itália     | 5 de julho de 1942     | Reitor emérito da Pontifícia Universidade Gregoriana                                                                              | Agosto 2022   | FRA         |
| Fortunato Frezza                     | Itália     | 6 de fevereiro de 1942 | Cônego da Basílica de São Pedro                                                                                                   | Agosto 2022   | FRA         |
| Agostino Marchetto                   | Itália     | 28 de agosto de 1940   | Secretário emérito do Pontifício Conselho para a Pastoral dos Migrantes e Itinerantes                                             | Setembro 2023 | FRA         |
| Angelo Acerbi                        | Itália     | 23 de setembro de 1925 | Núncio Apostólico Emérito dos Países Baixos                                                                                       | Dezembro 2024 | FRA         |
| Timothy Peter Joseph Radcliffe, O.P. | Inglaterra | 22 de agosto de 1945   | Mestre-geral-emérito da Ordem dos Pregadores                                                                                      | Dezembro 2024 | FRA         |